# アクロイノンの戦い
アクロイノンの戦い（アクロイノンのたたかい、英語: Battle of Akroinon）は、740年にアナトリア高原の西端に位置するフリギアのアクロイノン（現代のアフィヨンカラヒサール付近）において、ウマイヤ朝のアラブ軍とビザンツ帝国（東ローマ帝国）軍の間で起こった戦闘である。
アラブ人は過去1世紀の間、アナトリア（小アジア）への定期的な襲撃を繰り返していたが、740年の遠征は三個の別々の師団からなる直近の数十年における最大規模の侵攻であった。アブドゥッラー・アル＝バッタールとアル＝マリク・ブン・シュアイブ指揮下の総勢20,000人のアラブ軍がビザンツ皇帝レオン3世（在位：717年 - 741年）と後に皇帝となる息子のコンスタンティノス5世（在位：741年 - 775年）に率いられたビザンツ帝国軍とアクロイノンで対決し、戦いはビザンツ帝国の決定的な勝利に終わった。他の戦線におけるウマイヤ朝の混乱とアッバース革命前後のアラブ人政権内部の不安定な状況も重なり、20年にわたって続いたアラブ軍によるアナトリアへの大規模な侵攻はこの戦いを最後にほぼ停止した。

## 背景
7世紀にイスラーム教徒による征服活動が始まって以来、拡大するイスラーム帝国に隣接する勢力では最大であり、最も豊かであるとともに軍事的にも最強の国家として存在していたビザンツ帝国は、イスラーム教徒にとって最も上位に位置づけられる敵対勢力であった。そのビザンツ帝国は692年にセバストポリスの戦いで壊滅的な敗北を喫した後、大抵において消極的な防衛戦略に基づく軍事活動に対応を限定させていたが、一方のイスラーム教徒の軍隊はビザンツ帝国が領有するアナトリアへの定期的な襲撃に乗り出すようになった。
717年から718年にかけて起こったビザンツ帝国の首都のコンスタンティノープルに対する包囲戦に失敗した後、ウマイヤ朝は一時期他方面に注意を向けていた。しかし、720年もしくは721年以降に再びビザンツ帝国への定期的な遠征に乗り出すようになった。アラブ人は夏が訪れるたびに一度または二度の軍事行動を起こし、時には海軍による攻撃も伴い、またある時には冬季の遠征がその後に続いた。これらの遠征はもはや恒久的な占領というよりも農村地帯への大規模な襲撃と略奪、そして破壊を目的としており、砦や主要な都市への攻撃は時折発生するのみであった。また、この時期の襲撃は主にアナトリア高原の中央部（とりわけその東半分のカッパドキア地方）に限定されており、周辺の沿岸地帯に襲撃が及ぶことは極めてまれだった。

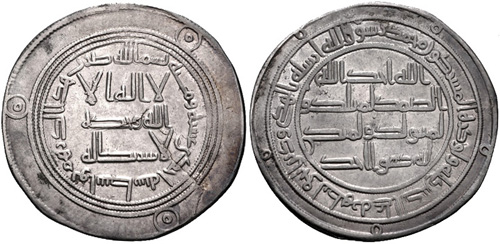
ウマイヤ朝のカリフであるヒシャームのディルハム銀貨

好戦的な人物であったウマイヤ朝のカリフのヒシャーム（在位：723年 - 743年）の下で、ビザンツ帝国への襲撃はより重要な関心事項となり、襲撃部隊はマスラマ・ブン・アブドゥルマリクやヒシャームの息子たちであるムアーウィヤ・ブン・ヒシャーム、マスラマ・ブン・ヒシャーム、およびスライマーン・ブン・ヒシャームといった王族を含むウマイヤ朝で最も有能な将軍たちの一部によって率いられるようになった。しかしながら、特にコーカサス方面において衝突が増加していたハザールとの紛争に軍事資源を奪われていたために、次第にアラブ側の成功は限られるようになっていった。アラブとビザンツの年代記作家は、ビザンツ帝国への襲撃が繰り返されたにもかかわらず、アラブ軍による砦や都市の攻略が成功しなくなっていったことを記録している。それでもなお、737年にハザールに対して大きな勝利を収めたことでアラブ軍はビザンツ帝国に焦点を移し、軍事作戦を強化することも可能になった。その結果として738年と739年にマスラマ・ブン・ヒシャームがアンキュラの占領を含むビザンツ帝国に対する攻撃を成功させた。740年にカリフのヒシャームは自分の治世における最大の遠征軍を組織し、息子のスライマーン・ブン・ヒシャームを総司令官に任命した。

## 戦闘

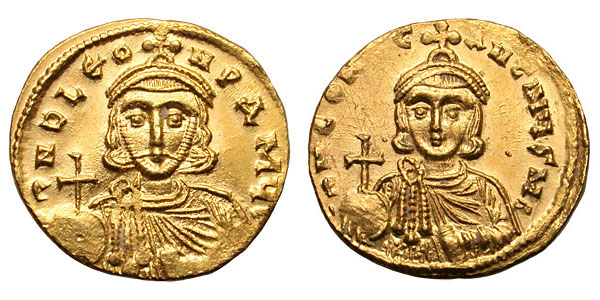
コンスタンティノープルで鋳造されたレオン3世とコンスタンティノス5世のノミスマ金貨

ビザンツ帝国の年代記作家であるテオファネス（758/760年 - 817/818年）が著した『テオファネス年代記』によれば、侵攻したウマイヤ朝軍の規模は90,000人であった。アル＝ガムル・ブン・ヤズィードに率いられた10,000人の軽武装の部隊がアナトリア西部の海岸地帯を襲撃するために派遣され、続いてアブドゥッラー・アル＝バッタールとアル＝マリク・ブン・シュアイブに率いられた20,000人の部隊がアクロイノンに向かった。その一方でスライマーン・ブン・ヒシャームに率いられたおよそ60,000人の主力部隊（この最後の数字は間違いなくかなり誇張されている）がカッパドキアを襲撃した。
ビザンツ皇帝レオン3世はアクロイノンでアラブ軍の第二の部隊と対決した。戦闘の詳細は不明なものの、アラブ軍は指揮官のアブドゥッラー・アル＝バッタールとアル＝マリク・ブン・シュアイブの両者を含む部隊の大部分に当たるおよそ13,200人を失うというビザンツ側の圧倒的な勝利に終わった。アラブ軍の残存部隊はどうにか秩序を保ちながらシュンナダへの撤退に成功し、そこでスライマーンの部隊に合流した。他の二つのアラブ軍の部隊は抵抗を受けることなく農村地帯を徹底的に荒らし回ったものの、都市や砦の占領には失敗した。また、アラブ軍はシリアへ帰還する前に深刻な飢えと物資の不足にも苦しみ、10世紀のアラブ人キリスト教徒の歴史家であるヒエラポリスのアガピオスによれば、ビザンツ帝国はアラブ人の侵略軍のうち20,000人を捕虜にした。

## 戦闘後の経過と影響

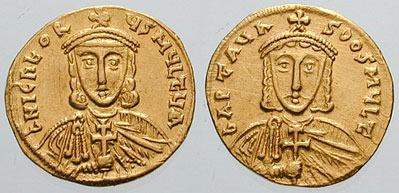
アルタバスドスとその息子で共同皇帝のニケフォロスのノミスマ金貨。アルタバスドスは741年から743年にかけて皇帝としてコンスタンティノス5世と内戦を戦ったが、最終的に破れて目を潰された上で修道院へ追放された。

アラブ軍に対して大規模な会戦において初めて達成した勝利であったことから、アクロイノンの戦いはビザンツ帝国にとって大きな成功と呼べるものだった。レオン3世はこれを神の恩恵を取り戻した証拠だと考え、数年前に採用した聖像破壊政策に対する自身の信念をより強めることになった。また、この成功によってビザンツ帝国はより攻撃的な姿勢を示すようになり、会戦の直後の741年にはアラブ側の重要な拠点であったメリテネを攻撃した。その一方で742年と743年にはウマイヤ朝の軍隊がレオン3世の死去後に即位したコンスタンティノス5世と将軍のアルタバスドスの間で起こった内戦に付け込んで比較的損害を受けることなくアナトリアを襲撃した。しかし、アラブの文献において大きな成果を挙げたという記録はみられない。
アクロイノンにおけるアラブ軍の敗北は、ビザンツ帝国に対するアラブ側の圧力を弱めることにつながったため、伝統的にアラブとビザンツ帝国の戦争における「決定的な」戦いであるとともに「ターニングポイント」であると考えられてきた。しかし、ウォルター・ケーギやラルフ＝ヨハンネス・リーリエなどの一部の現代のビザンツ学者や20世紀初頭の歴史家であるE・W・ブルックスはこの見解に異議を唱え、アクロイノンの戦いの後にアラブの攻勢が弱まった理由について、内戦（第三次内乱）とアッバース革命に起因するアラブ人政権内部の混乱や限度を超えて軍事資源を使い果たしたウマイヤ朝の辺境地域における他の深刻な失敗（例としてハザールとの戦争におけるアルダビールの戦いやマー・ワラー・アンナフルにおける隘路の戦いなどが挙げられる）が同時期に起きた結果であると主張している。740年代のビザンツ帝国に対するアラブ軍の攻撃は結果としてほとんど成果がなく、間もなく襲撃は完全に停止した。実際にコンスタンティノス5世はウマイヤ朝が崩壊した機会を利用してシリアへの一連の軍事遠征を敢行し、770年代まで続く東部辺境におけるビザンツ帝国の優位を確保することに成功した。
一方でイスラーム世界においては敗北したアラブ軍の司令官であるアブドゥッラー・アル＝バッタールの記憶が語り継がれ、バッタールはアラブにおける最も偉大な英雄の一人になるとともにサイイド・バッタール・ガーズィーの名で後世のトルコの叙事詩にも登場するようになった。